# Maurycy Poznańskis palæ
Maurycy Poznańskis palæ (polsk Pałac Maurycego Poznańskiego) ligger på hjørnet af Gdańska-gaden og Więckowskis gade i Łódź. Neorenæssancepaladset stod færdig i 1896 efter tegninger af Adolf Zeligson, og var en gave fra Izrael Poznański til sønnen Maurycy og hans kone Sara Silberstein. Zeligson lod sig inspirere af paladsbygninger i Venedig og San Marco-biblioteket. 
Paladset har tre etager med en tilbygning fra Gdańska-gaden og ervervsbygninger som danner en indre gårdsplads. Der fandtes også tidligere en omfattende paladshave, som gennem tiderne er blevet erstattet af murstensbygninger. Regelret placerede vinduer og varierede, regulære balkoner er karakteristiske elementer i facaden, og bygningen omkranses desuden af en attika. 
Fra 1947 har paladset været brugt af Det nationale kunstmuseum (Narodowe Muzeum Sztuki), som er Europas ældste museer for moderne kunst. Af den grund blev panelerne og stukkaturdekorationerne fjernet fra de fleste rum i paladset. Forelæsningssalen og trappeopgangen er imidlertid bevaret i uberørt tilstand. Sidstnævnte har vægge lagt ud med travertin og marmor, en balustrade og et enormt glasmaleri.

51°46′18.42″N 19°26′53.69″Ø / 51.7717833°N 19.4482472°Ø